# Armavia Flight 967
Let Armavia 967 byl pravidelný let provozovaný leteckou společností Armavia z mezinárodního letiště Zvartnoc v Arménii do Soči, ruského města u pobřeží Černého moře. Dne 3. května 2006 se letoun Airbus A320-200, provozující tuto trasu, zřítil do moře při pokusu o oblet po svém prvním přiblížení k letišti v Soči. Na palubě zemřelo všech 113 osob. Zahynulo 85 Arménů, 26 Rusů, 1 Řek a 1 Ukrajinec.